# Ditch Davey
Christian "Ditch" Davey es un actor australiano; principalmente conocido por haber interpretado a Evan Jones en Blue Heelers y a Nemestes en las series Spartacus: Vengeance y Spartacus: War of the Damned.

## Biografía
Davey obtuvo el sobrenombre de "Ditch" luego de que  a su hermano menor se le dificultara decir su nombre Christian y comenzara a llamarlo "Ditch".
En abril del 2010 se casó con Sophia Dunn, la pareja le dio la bienvenida a su primer hijo juntos en el 2011. Ditch es padrastro de Eden Dunn hijo de una relación anterior de Sophia.

## Carrera
En el 2001 se unió al elenco principal de la serie policíaca Blue Heelers donde interpretó al oficial de la policía Evan "Jonesy" Jones, hasta el final de la serie en el 2006. Ese mismo año Ditch se convirtió en el presentador del programa de televisión de la cadena 7, Police Files Unlocked.
En el 2007 apareció como invitado en la serie médica All Saints donde interpretó a Clay English, anteriormente había aparecido por primera vez en la serie en el 2001 donde dio vida a Shane Joseph en la serie "What Katie Did Next". Ese mismo año en junio participó en un partido de fútbol entre celebridades como apoyo a una campaña en contra del racismo en Queensland.
En el 2008 apareció por primera vez en la serie Sea Patrol donde interpretó al Capitán Jim Roth, posteriormente regresó a la serie en el 2011 interpretando de nuevo a Roth, sin embargo su personaje murió.
En el 2011 se unió al elenco principal de la película para la televisión Underbelly Files: Tell Them Lucifer Was Here donde interpretó al detective sargento Mick Ritchie.
En el 2012 apareció como personaje recurrente en la exitosa serie Spartacus: Vengeance donde interpretó a Nemetes, un germano capturado por los romanos que después de ser rescatado por Agron se une a Spartacus para derrotar a los romanos. Ese mismo año apareció en la película Crawlspace donde interpretó al soldado y jefe "Romeo".
En el 2013 se unió al elenco de la última temporada de "Spartacus" llamada Spartacus: War of the Damned, donde interpretó nuevamente al guerrero Nemestes hasta que el personaje fue asesinado por el romano Julius Caesar.
En abril del 2014 Ditch se unió al elenco principal de la nueva serie Black Box donde interpretó al brillante doctor neurocirujano Marc Bickman, hasta el final de la serie luego de que fuera cancelada al finalizar su primera temporada.
El 16 de septiembre de 2020 se unió al elenco de la popular serie australiana Home and Away donde da vida al doctor Christian Green, hasta ahora.

## Filmografía

### Series de Televisión
| Año             | Título                         | Personaje           | Notas                          |
| --------------- | ------------------------------ | ------------------- | ------------------------------ |
| 2020 - presente | Home and Away                  | Dr. Christian Green | [ 7 ]                          |
| 2018            | A Bullet Waits For You         | Samuel              |                                |
| 2018            | Roman Empire                   | Julio César         | 5 episodios                    |
| 2018            | Harrow                         | Robert Quinn        | 4 episodios                    |
| 2017            | 800 Words                      | Terry               | 4 episodios                    |
| 2016            | Bruce                          | Maj. Robert Ross    | 5 episodios                    |
| 2016            | The Doctor Blake Mysteries     | Llewellyn Sullivan  | ep. "The Visible World"        |
| 2015            | Texas Rising: The Lost Soldier | George Wilkerson    | 9 episodios - miniserie        |
| 2014            | Black Box                      | Dr. Marc Bickman    | 13 episodios                   |
| 2013            | Spartacus: War of the Damned   | Nemetes             | 5 episodios                    |
| 2012            | Spartacus: Vengeance           | Nemetes             | 4 episodios                    |
| 2008, 2011      | Sea Patrol                     | Capitán Jim Roth    | 9 episodios                    |
| 2010            | Wilfred                        | Clarance            | episodio "Dog Star"            |
| 2008            | Satisfaction                   | Rosso               | episodio "Rubber Dubber"       |
| 2007            | All Saints                     | Clay English        | episodio "The Blink of an Eye" |
| 2001 - 2006     | Blue Heelers                   | Evan "Jonesy" Jones | 175 episodios                  |
| 2001            | Do or Die                      | Slipper             | miniserie                      |
| 2000            | Above the Law                  | Chris Clark         | 2 episodios                    |
| 2000            | Water Rats                     | Brendan Hogan       | 2 episodios                    |
| 1999            | Bondi Banquet                  | Dasher Rorschach    | -                              |

### Películas
| Año  | Título                                       | Personaje         | Notas |
| ---- | -------------------------------------------- | ----------------- | --- |
| 2013 | Coping                                       | Trevor            | corto - junto a Kaiya Jones, Angourie Rice, Hamish Lee, Rosemary Cullinan & Ruby Lee                      |
| 2013 | We've All Been There                         | Matt              | corto - junto a Laura Wheelwright, Penne Hackforth-Jones, Sonya Suares & Leanne Campbell                  |
| 2012 | Crawlspace                                   | Romeo             | junto a Fletcher Humphrys, Samuel Johnson, Amos Phillips & Peta Sergeant                                  |
| 2011 | Underbelly Files: Tell Them Lucifer Was Here | Det. Mick Ritchie | junto a Brett Climo, Jane Allsop, Todd Lasance, Don Hany & Paul O'Brien                                   |
| 2011 | Closing In                                   | Whelan            | corto - junto a Christopher Bunworth, Anna Den Hartog & Kim Denman                                        |
| 2009 | Blessed                                      | Nathan            | junto a Frances O'Connor, Miranda Otto, Victoria Haralabidou, William McInnes, Eva Lazzaro & Reef Ireland |
| 2009 | If at First You Don't Succeed                | Andrew            | corto - junto a Natalie Bassingthwaighte & Steve Judkins                                                  |
| 2008 | Under a Red moon'                            | Stew              | junto a Maria Angelico, Jane Badler, André de Vanny, Maggie Miles & Richard Norton                        |
| 2007 | Small Change                                 | Mick              | corto - junto a Minnie Liszukiewicz, Ziggy Liszukiewicz & Vada Wardlaw                                    |

### Presentador
| Año         | Programa              | Notas                      |
| ----------- | --------------------- | -------------------------- |
| 2006 - 2007 | Police Files Unlocked | 14 episodios - presentador |

### Asistente
| Año  | Programa | Notas                 |
| ---- | -------- | --------------------- |
| 2009 | Tasmania | asistente de director |

### Teatro
| Año  | Obra             | Personaje | Director (a)      | Teatro         | Notas                                                                        |
| ---- | ---------------- | --------- | ----------------- | -------------- | ---------------------------------------------------------------------------- |
| 2006 | Festen           | -         | Simon Phillips    | Fairfax Studio | junto a Nicholas Bell, Jason Donovan, Kim Gyngell, Chris Kirby & Kat Stewart |
| 1999 | Spring Awakening | -         | Mary-Anne Gifford | Drama Theatre  | junto a Andrew Bevis, Joshua Campbell & Don Hany                             |

## Premios y nominaciones
| Año  | Categoría                    | Premio      | Serie        | Resultado |
| ---- | ---------------------------- | ----------- | ------------ | --------- |
| 2001 | Most Popular New Male Talent | Logie Award | Blue Heelers | Ganó      |